# Tipula nigrobasalis
Tipula nigrobasalis är en tvåvingeart som beskrevs av Alexander 1933. Tipula nigrobasalis ingår i släktet Tipula och familjen storharkrankar. Inga underarter finns listade i Catalogue of Life.